# Marsupidium papillosum
Marsupidium papillosum är en bladmossart som beskrevs av J.J.Engel et Glenny. Marsupidium papillosum ingår i släktet Marsupidium och familjen Acrobolbaceae. Inga underarter finns listade i Catalogue of Life.